# Бекерат, Вилли фон

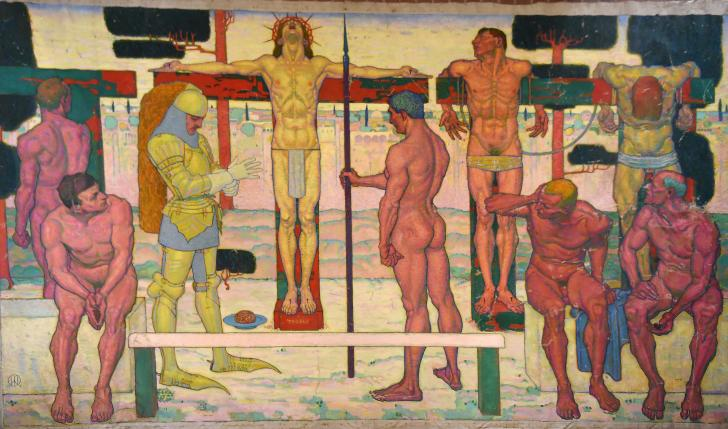
Распятие. 1910 г

Вилли фон Бекерат (нем. Willy von Beckerath; 28 сентября 1868, Крефельд, Пруссия — 10 мая 1938, Иккинг, Бавария) — немецкий художник, педагог, профессор Школы прикладного искусства в Гамбурге.
Представитель Дюссельдорфской школы живописи.

## Биография
Родился в семье, связанной с текстильной промышленностью, которые были друзьями композитора Иоганнеса Брамса.
В 1885—1894/1895 г. учился в Дюссельдорфской академии художеств. Ученик И. Янсена. Затем продолжил учёбу в Гамбурге (1907—1930).
В 1896 году получил малую золотую медаль на Международной художественной выставке в Берлине. Первоначально, под влиянием Макса Клингера писал картины на религиозные мотивы, позже обратился к мифологическим темам.
С 1907 по 1930 год Бекерат был профессором монументальной живописи в Школе прикладного искусства в Гамбурге. С 1913 по 1918 год создал настенный цикл фресок из восьми частей «Вечная волна» для нового здания Школы искусств и ремёсел, который изображает взлёт и падение человеческой культурной эпохи, её подъём и закат.

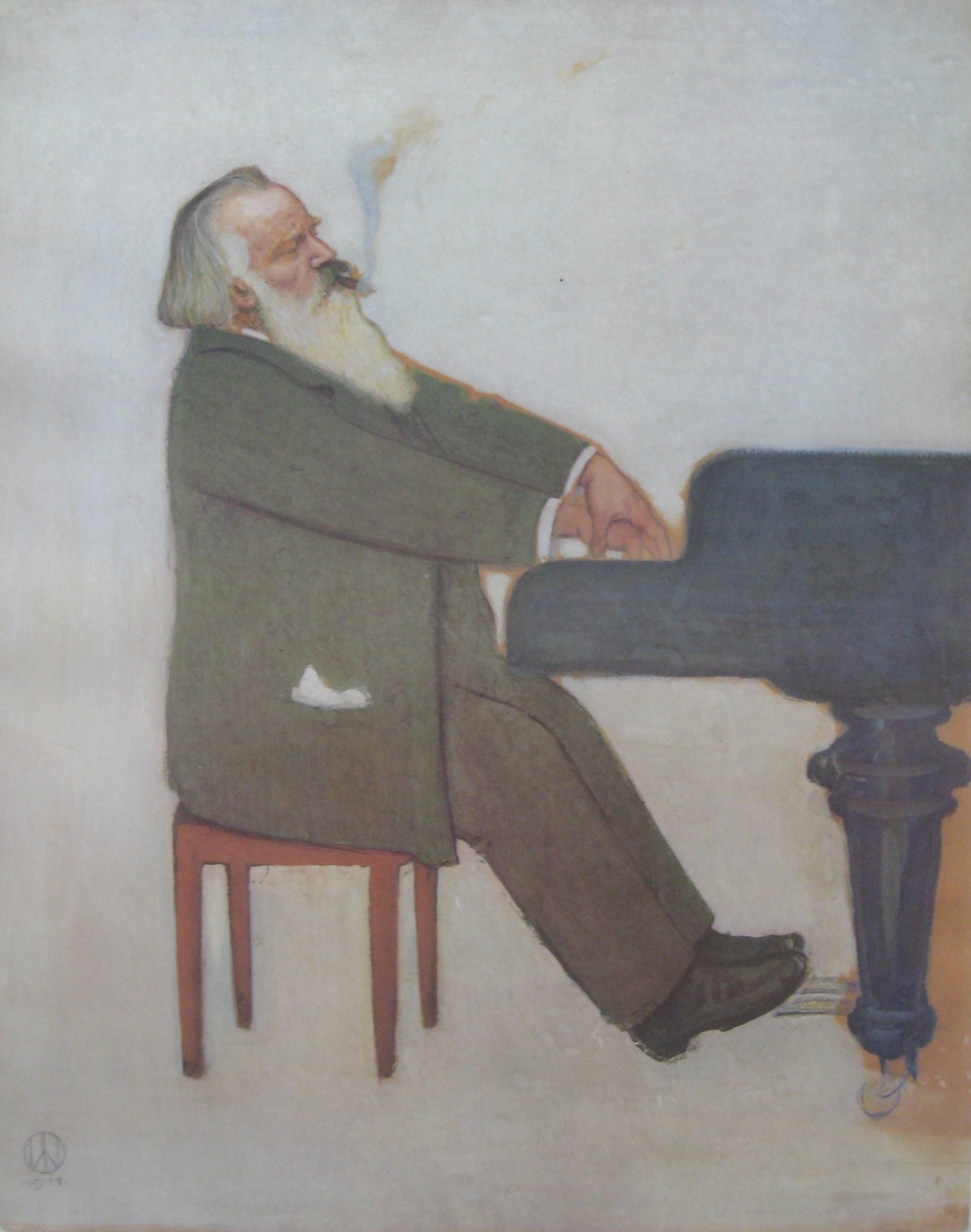
Портрет композитора Иоганнеса Брамса.
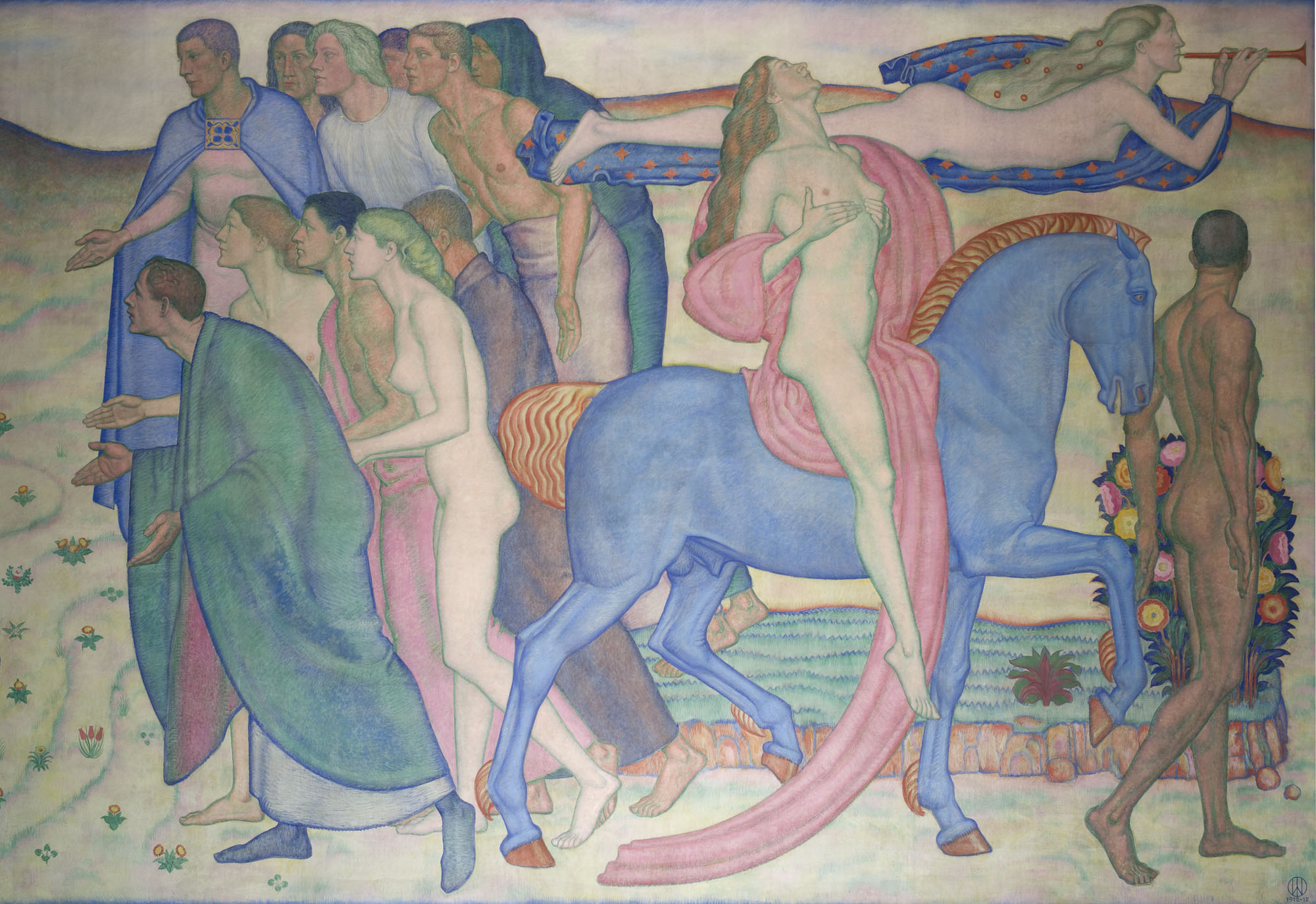
Настенный цикл «Вечная волна» (фрагмент). 1912-1918
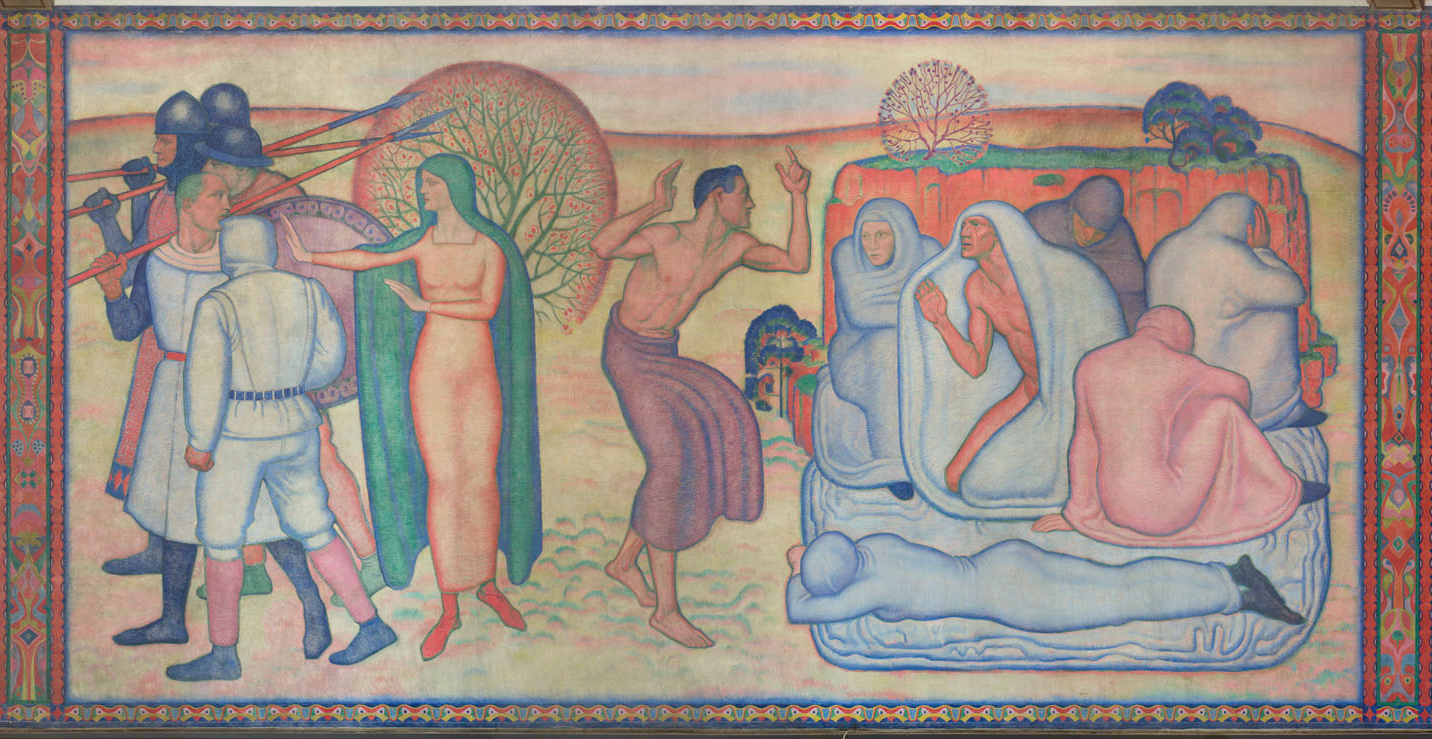
Настенный цикл «Вечная волна» (фрагмент). 1912-1918
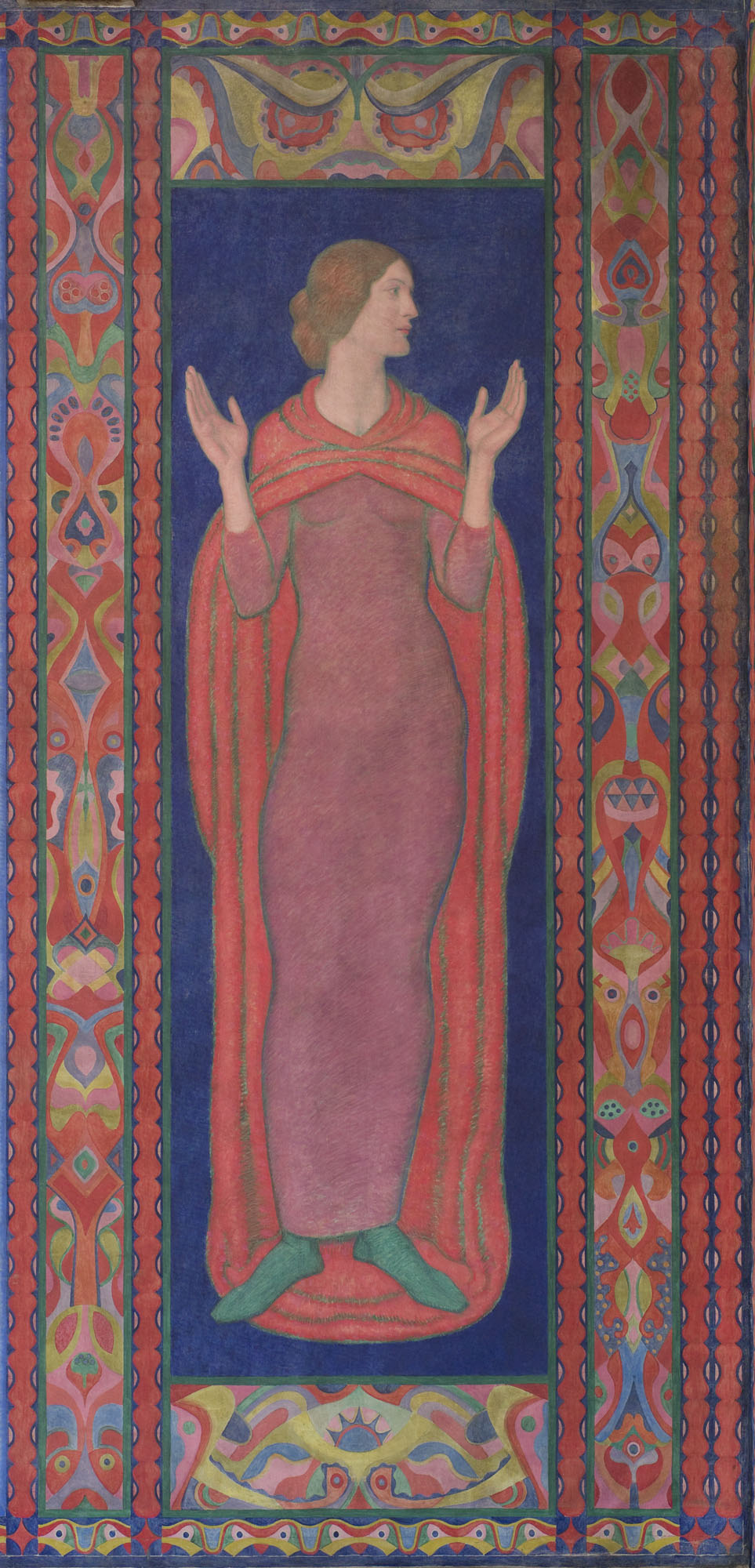
Настенный цикл «Вечная волна» (фрагмент). 1912-1918
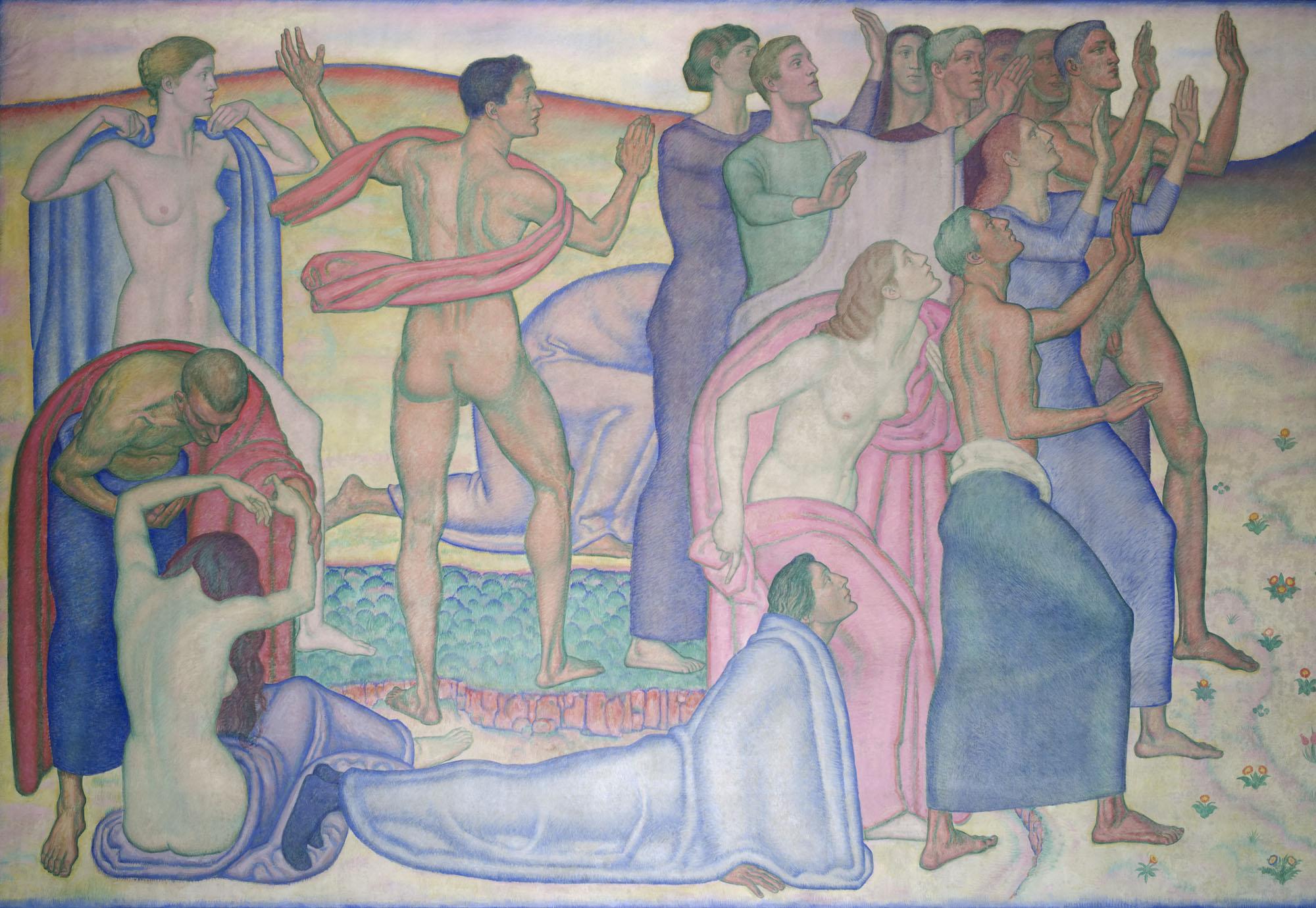
Настенный цикл «Вечная волна» (фрагмент). 1912-1918
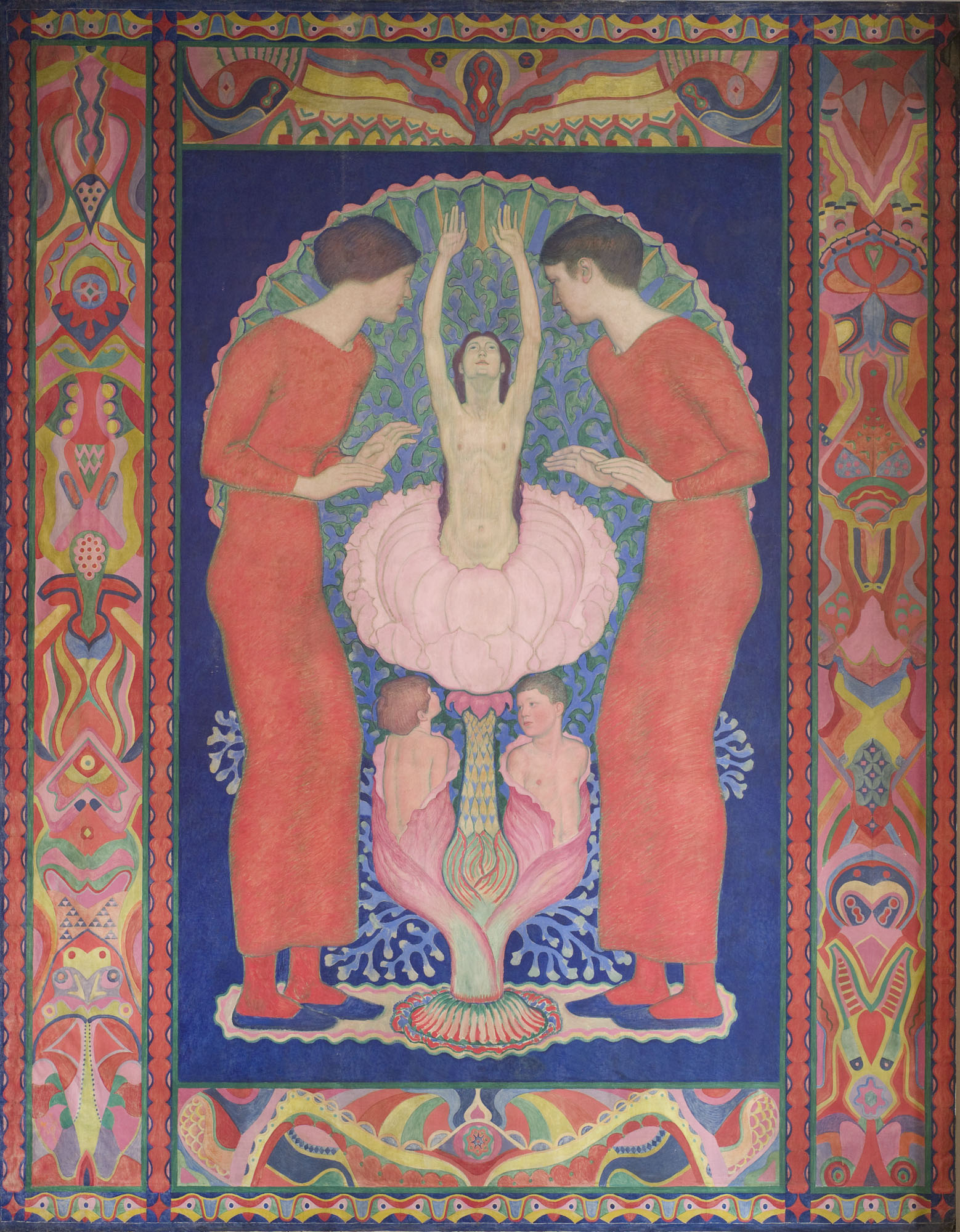
Настенный цикл «Вечная волна» (фрагмент). 1912-1918
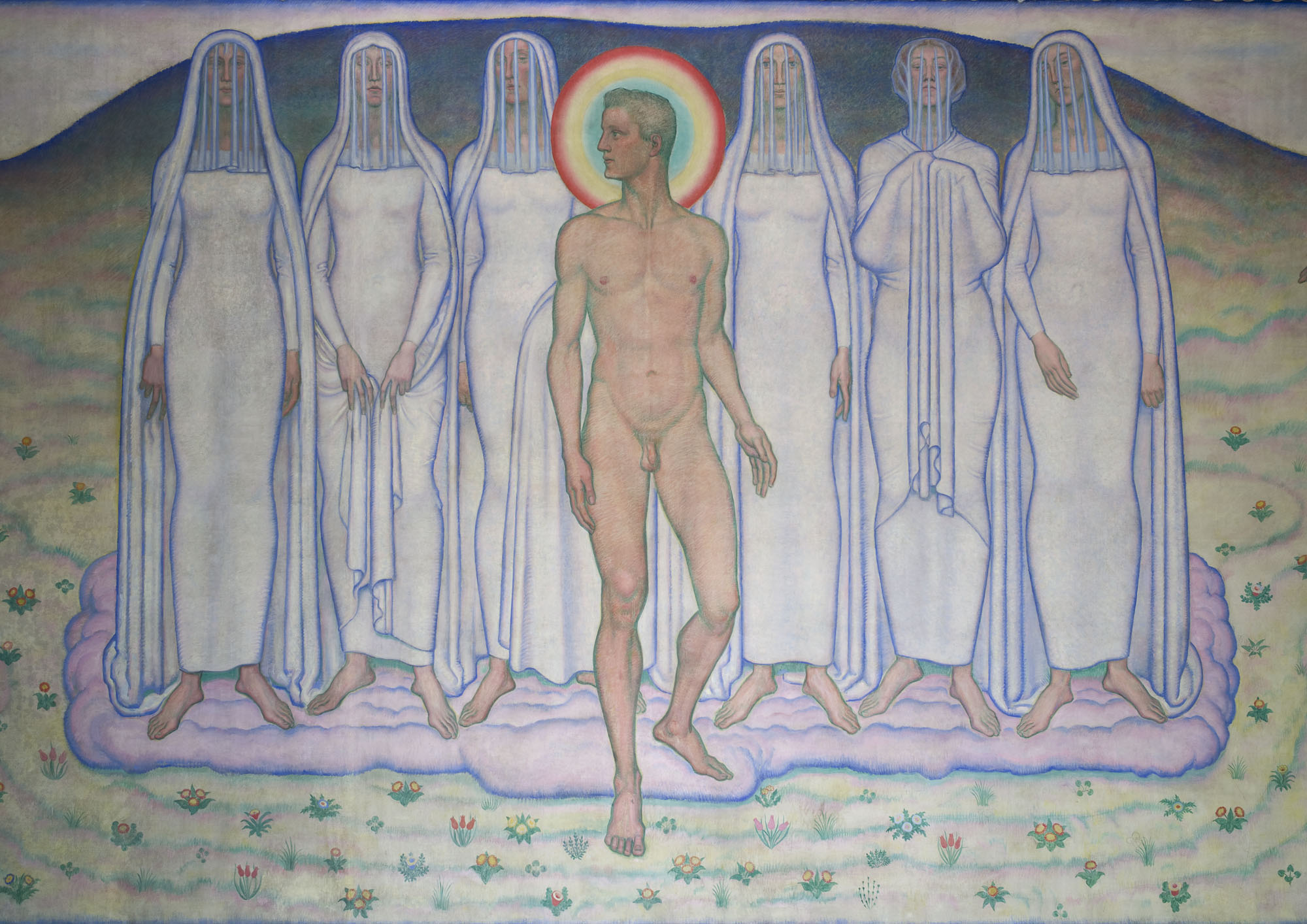
Настенный цикл «Вечная волна» (фрагмент). 1912-1918